# ロストバゲージ
ロストバゲージ（英語: lost baggage）は、旅客機に搭乗する際に空港の出発カウンターで預けた受託手荷物（バゲージ）が行方不明（ロスト）となることである。
何らかの事情で荷物が積めずに、単に荷物の輸送が遅れている状態をディレイドバゲージとして区分することがある。

## 概要

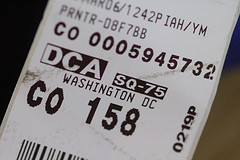
手荷物に取り付けるバッグタグ

ロストバゲージの主な原因として、空港における荷物のミスハンドル、手荷物に取り付けるバッグタグの発行ミス・読み込みミス・破損、手荷物カルーセルから他人に持っていかれてしまうなどが挙げられる。アメリカ運輸省が発表した2019年のデータによれば、アメリカの航空会社において取り扱いミスが発生した荷物の確率は 1,000個中平均5.85個となっている。
到着した空港でロストバゲージに遭遇した場合には、手荷物受取所にあるロストバゲージ対応カウンターに申し出るかオンラインで手荷物紛失報告書を提出する。荷物の所在が確認できた場合には、指定先への配送もしくは空港での引き取りとなる。補償については各航空会社で対応が異なるが、ワルソー条約もしくはモントリオール条約に基づいて補償の上限額が定められていることが多い。このため旅行保険などでは、ロストバゲージによる損失補償を組む商品やサービスも存在する。

## AirTagとロストバゲージ
2020年代に入り、ロストバゲージ対策として預け入れ手荷物にAirTagのようなトラッキングタグをつけることで荷物の現在地を特定するといった手法が広まっており、実際に荷物の持ち主が所在を特定して対処した例も見られる。
一方、一部の航空会社ではこれに規制を加える動きもある。一例として、ルフトハンザドイツ航空では2022年10月より「AirTagは危険物である」として預け入れ手荷物にAirTagをつけることを一時禁止した。ただ、AirTagは連邦航空局のリチウム電池持ち込み規制などをクリアしたデバイスであることなどを理由に多方面からの抗議を受け、最終的にルフトハンザは態度を一転し預け入れ手荷物へのAirTag付与を認めるに至っている。

## ロストバゲージによる影響を受けた人物

### スポーツ競技
- ジャマイカ・ボブスレーチーム - 2014年ソチオリンピックで練習開始が遅れる[6]。
- ダニエル・サモーヒン - イスラエルのフィギュアスケート選手。2017年欧州選手権で惨敗[7]。
- 三浦璃来、木原龍一 - 日本のフィギュアスケート選手。2022年全日本選手権を欠場[8]。

## ロストバゲージと空港
関西国際空港は、毎日、出発便と到着便合わせて2万個前後の荷物を扱うが、開港以来25年間連続で空港側のミスを原因とするロストバゲージが発生していない空港である。